# Yorosso
Yorosso is een gemeente (commune) in de regio Sikasso in Mali. De gemeente telt 22.600 inwoners (2009).
De gemeente bestaat uit de volgende plaatsen:
- Diarakoungo
- Karagorola
- Nampena
- Nèrèsso
- Simona
- Toro I
- Toro II
- Toro III
- Yorosso
- Zandièguéla